# Konrád z Vechty
Konrád z Vechty (asi 1364 – 26. prosinec 1431, Helfenburk u Úštěka) byl verdenským a olomouckým biskupem a pražským arcibiskupem, který se po vypuknutí husitské revoluce přihlásil ke čtyřem pražským artikulům a světil husitské kněze, kterým záleželo na dodržení apoštolské posloupnosti.

## Život
Narodil se v měšťanské rodině ve vestfálském hrabství Vechta. Stal se knězem a protože byl schopný finančník, dostal se do služeb krále Václava IV. V letech 1398–1400 byl členem královské rady. Roku 1401 se stal na přímluvu Václava IV. biskupem v dolnosaském Verdenu, ale biskupem nebyl potvrzen. Proto byl jmenován mincmistrem království českého, pak zemským podkomořím. Od roku 1404 do dubna 1410 byl proboštem mělnické kapituly. V roce 1408 se dostal na olomoucký biskupský stolec jako Konrád II. V roce 1412 se stal administrátorem pražské arcidiecéze a 10. února 1413 byl papežem potvrzen jako metropolita pražský.
Roku 1416 se kostnický koncil zamýšlel, že jej povede k zodpovědnosti za nečinnost v souvislosti se situací v Čechách. Pražské arcibiskupství zápasilo s hospodářskými těžkostmi a Konrád byl nucen prodat řadu majetků. Po smrti krále Václava IV. korunoval Zikmunda Lucemburského českým králem. Ke králi však nepřimknul a 21. dubna 1421 se veřejně přihlásil ke Čtyřem artikulům pražským. Husité tím totiž konečně získali možnost světit nové kněze, kterých se zoufale nedostávalo. Přistoupením k artikulům souhlasil Konrád zároveň se sekularizací majetku pražského arcibiskupství, a tak vlastně jen zůstal duchovní hlavou církve v Čechách, které měli podléhat všichni kněží. Poslušnost mu odřekl olomoucký biskup Jan XII. Železný i litomyšlský biskup Aleš z Březí a na arcibiskupa Konráda byla papežem uvalena klatba. Zřekla se ho svatovítská kapitula i kněžstvo věrné katolické církvi. V letech 1423–1425 zastupoval stranu podobojí při jednání s katolíky.

### Závěr života a smrt
V závěru svého života lavíroval mezi husity a katolíky. Dne 21. prosince 1425 byl papežem s konečnou platností zbaven úřadu.
Odebral se nejprve do Roudnice nad Labem a potom na hrad Helfenburk (u Úštěka, okr. Litoměřice), kde 26. prosince 1431 zemřel. Byl pohřben patrně v tamější hradní kapli.